# 더 터치
접촉(Beröringen, The Touch)은 미국에서 제작된 잉마르 베리만 감독의 1971년 드라마 영화이다. 엘리어트 굴드 등이 주연으로 출연하였고 잉그마르 베르히만 등이 제작에 참여하였다.

## 출연

### 주연
- 엘리어트 굴드
- 비비 앤더슨

### 조연
- 막스 폰 시도우
- 쉘리아 레이드
- 스타판 할러스탐